# Karl Hofius
Karl Hofius (* 24. April 1938 in Duisburg; † 7. April 2025) war ein deutscher Geowissenschaftler und Hydrologe.

## Leben
Karl Hofius studierte Geographie, Hydrologie und Limnologie an den Universitäten in Kiel, Freiburg und Bonn. Im Jahr 1969 promovierte er in Freiburg.
In den Jahren 1969 bis 1972 war er als wissenschaftlicher Sekretär der Senatskommission für Wasserforschung der Deutschen Forschungsgemeinschaft in Bonn tätig. Hier betreute er u. a. den deutschen Beitrag zur Internationalen Hydrologischen Dekade (IHD) der UNESCO, die von 1965 bis 1974 terminiert war.
Im Anschluss kehrte er als wissenschaftlicher Assistent an den Lehrstuhl für Geographie und Hydrologie der Universität Freiburg zurück. Die IHD wurde in das Internationale Hydrologische Programm (IHP) überführt. Das deutsche IHP-Nationalkomitee, dessen Vorsitz beim Auswärtigen Amt liegt, übergab die Geschäftsführung 1974 an die Bundesanstalt für Gewässerkunde, die ein eigenes Sekretariat hierfür einrichtete. Karl Hofius wurde Leiter dieses Sekretariats.
So konnte er die Erfahrungen aus der IHD in das IHP einbringen und weiterentwickeln.
Als 1975 das Operationelle Hydrologie Programm (OHP) der Weltorganisation für Meteorologie (WMO) etabliert wurde, erklärte sich auf nationaler Ebene das IHP-Nationalkomitee bereit, auch das OHP zu betreuen. So entstand das geschäftsführende IHP/OHP-Sekretariat, dessen Tätigkeitsfelder Karl Hofius bis zum Jahr 2003 betreut und maßgeblich mitgestaltet hat.
Im Jahr 1979 nahm er die Tätigkeit eines Lehrbeauftragten an der Goethe-Universität Frankfurt am Main auf und wurde 1988 zum Honorarprofessor ernannt.
Besonders nachhaltig hat Karl Hofius immer die Zusammenarbeit in den grenzüberschreitenden Einzugsgebieten Rhein und Donau verfolgt. Er war Gründungsmitglied der Internationalen Kommission für die Hydrologie des Rheingebietes (KHR) sowie der Regionalen Zusammenarbeit der Donauländer im Rahmen des IHP. Durch seine zahlreichen internationalen Projekte und Aktivitäten fand er schnell die Anerkennung der internationalen Gemeinschaft.
So wurde er 1993 zum Ehrenmitglied der Ungarischen Hydrologischen Gesellschaft ernannt. 1993 wurde er zum Präsidenten der Commission for Hydrology (CHy) gewählt, einer der acht wissenschaftlichen Kommissionen der WMO, die die Inhalte der Fachprogramme festlegen und begleiten. Über zwei Amtsperioden hinweg hat Karl Hofius die CHy geführt und geprägt.
Karl Hofius setzte sich für die Anliegen der Agenda 21 ein, um so das Engagement der WMO zum Schutz der Ressource Trinkwasser und dessen wissenschaftliche fundierter Bewirtschaftung zu intensivieren. Die Resolution wurde 1999 vom 13. Kongress der WMO verabschiedet.
Auch unterstützte er die Aufstockung der Budgets für die Fachabteilung Hydrology and Water Ressources trotz des gesunkenen WMO-Gesamtbudgets.
Besonders wichtig war Karl Hofius die Zusammenarbeit mit dem international ausgerichteten Asian Institute of Technology (AIT) in Bangkok.
Seit 2000 war Karl Hofius Vorsitzender des Finance Committee für das IHP der UNESCO, ferner arbeitet er in der CHy-Advisory Working Group aktiv mit.
Seit dem 1. Mai 2003 Befand sich Karl Hofius im Ruhestand. Bis 2008 war er noch als Schriftleiter der Fachzeitschrift Hydrologie und Wasserbewirtschaftung tätig.
Karl Hofius lebte in Boppard und war zwischen März 2012 und Mai 2014 Fraktionsvorsitzender der Grünen im Bopparder Stadtrat.